# Aşağıkardeşli
Aşağıkardeşli (kurd. Aşağıkörnevruz oder Kornewroza Jêrîn) ist ein Dorf im Landkreis Diyadin der osttürkischen Provinz Ağrı mit 106 Einwohnern (Stand: Ende 2024). Aşağıkardeşli befindet sich ca. 14 km nordwestlich von Diyadin und liegt auf 1980 m über dem Meeresspiegel.
Der Name der Ortschaft lautete im Jahre 1945 Aşağı Körnavruz. Die Volkszählung von 1945 führt das Dorf noch in dieser Form auf. Die Form Aşağıkörnevruz wurde beim Katasteramt verzeichnet.
Das damalige Aşağı Körnavruz hatte 1945 insgesamt 45 Einwohner. Aşağıkardeşli hatte im Jahre 1965 169 und 2000 insgesamt 258 Einwohner. Im Jahre 2009 lebten 231 Menschen in Aşağıkardeşli.